# 蔡爾巴赫河
47°30′13″N 8°03′11″E / 47.50350°N 8.05297°E
蔡爾巴赫河是瑞士的河流，位於該國北部，流經阿爾高州，屬於錫斯萊河的左支流，處於汝拉山地區，河道全長6.8公里，流域面積9.3平方公里。